# Charles Burgi
Charles Burgi (Algeri, 29 aprile 1957) è un compositore, arrangiatore e direttore d'orchestra italiano.

## Biografia
Avviato giovanissimo allo studio della Musica e del bel canto dallo zio Philippe Burgi, tenore italiano e professore di canto presso il Conservatoire d'Art Dramatique d'Alger ad Algeri durante gli ultimi decenni dell'era coloniale francese, Charles Burgi prosegue lo studio in privato di Pianoforte, di Teoria e Solfeggio, e di Armonia presso l'Ecole Libre de Musique Vannier di Algeri durante gli anni '60 e '70 oltre che a frequentare nel contempo il Lycée Descartes di questa stessa città fino al 1976.
Nel 1978, dopo una breve parentesi in Francia alla Faculté d'Economie di Aix-en-Provence, si trasferisce in Italia dove entra subito in contatto con gli illustrissimi maestri milanesi Antonio Beltrami per il Pianoforte e Bruno Bettinelli per la Composizione. In un anno solo, Charles Burgi consegue gli esami del 5º anno di Pianoforte principale, del 4º anno di Lettura della Partitura e il Compimento di Teoria e Solfeggio presso il Conservatorio Giuseppe Verdi di Milano. Nel contempo viene ammesso al 2º anno di Armonia principale presso lo stesso Conservatorio dalla Commissione allora presieduta dal maestro Azio Corghi con il quale conseguirà il Diploma di Composizione alcuni anni dopo. Frequenta fino al 1985 il corso di Armonia ed poi di Contrappunto del maestro Danilo Lorenzini subentrato al maestro Bruno Bettinelli alla cattedra di Composizione.
Nel 1986 Charles Burgi consegue il Diploma di Pianoforte sempre sotto la guida del maestro Antonio Beltrami e ultima gli studi nel 1988 conseguendo il Diploma di Composizione con il maestro Azio Corghi cimentandosi anche nello studio dell'Orchestrazione.
Conclusi il decennio dedicato agli studi Charles Burgi si rivela essere da sempre appassionato di musica britpop ed in particolare dei The Beatles e dei loro suoni rivoluzionari. Per di più, affascinato dal computer e dall'evoluzione di programmi audio/MIDI in campo musicale, intraprende le prime esperienze di arrangiatore collaborando con gruppi ed artisti disparati della scena milanese. Il finire degli anni '80 coincide con la riscoperta del repertorio Beatlesiano da parte dei Mediaș e delle nuove generazioni con le riesumazioni di leggendarie apparecchiature tecniche di registrazione inventate e utilizzate negli Abbey Road Studios dal 1966 al 1970. Sono anni di intenso arricchimento musicale e tecnico dove si mescolano incessantemente passato e presente, dall'analogo al digitale. Charles Burgi non dimentica tuttavia il bel canto prima passione dell'adolescenza, e perfeziona nel 1993 lo studio della propria voce tenorile con il celeberrimo maestro di bel canto Arrigo Pola di Modena.
Dal 1993/94 inizia una lunga serie di collaborazioni con produttori ed artisti, in campo cinematografico e discografico, presso la Peer-Southern Productions e le Edizioni Southern di Milano, labels italiane della Peer Music di Los Angeles in California, nei vari ruoli di produttore artistico, arrangiatore e direttore, pianista, tastierista e programmatore MIDI/Audio. Per circa un decennio si susseguono collaborazioni artistiche e tecniche, arrangiamenti per sezioni d'orchestra, produzioni e co-produzioni, spaziando da colonne sonore per il cinema a produzioni discografiche, da musiche di scena e sonorizzazioni a semplici promotapes. Sono già particolarmente notati ed apprezzati gli arrangiamenti per archi. L'attività professionale lo porta spesso a dirigere i suoi arrangiamenti in studio di registrazione. Il tirocinio della direzione d'orchestra si basa essenzialmente sulla pratica. Rifiuta l'insegnamento accademico ma segue i principi fondamentali di Hermann Scherchen enunciati nel manuale La direction d'orchestre (edizioni Actes Sud).
Svolgendo anche attività di produttore e arrangiatore su progetti personali o per conto terzi, pre-produzioni e produzioni musicali che lo vedono impegnato a volte anche come compositore, lavora alla scrittura di inediti manuali teorici e tecnici riguardante l'Armonia moderna, il Contrappunto pratico e i Principi moderni dell'Arrangiamento e della Composizione. È anche autore di composizioni vocali e strumentali e di pagine pianistiche.
Con l'inizio del nuovo millennio si instaura con il record label Ala Bianca di Modena e Toni Verona produttore esecutivo, un rapporto di collaborazione e produzione artistica per il progetto discografico "pop sinfonico" di Silvia Viscardini in arte NAIR, cantautrice e soprano leggero dotata di oltre quattro ottave di estensione.
In qualità di produttore artistico, co-produttore e arrangiatore, direttore d'orchestra, pianista e tastierista nonché programmatore Audio/MIDI, Charles Burgi produce sette brani dal taglio "pop sinfonico" tra cui alcuni successi intramontabili del compositore inglese Andrew Lloyd Webber.
Incontra nel corso di questa esperienza l'orchestra sinfonica bulgara SIF 309 di Sofia al Radio-Sofia Studio. Con Charles Burgi sul podio vengono realizzate portentose sessioni orchestrali registrate da Matteo Cifelli il quale ne cura i missaggi poco tempo dopo. Le produzioni diventano parte importante dell'album Sunrise che esce nel 2003 in Asia distribuito dalla Victor Entertainment/JVCJapan e ed in altre raccolte successive distribuite dalla JVCJapan. L'album di NAIR è presentato da Jim Bessman (Music Publishing Editor, Billboard USA) dove egli elogia oltre alla bravura di NAIR la maestria di Charles Burgi. L'album Sunrise di Silvia Viscardini esce in Italia nella primavera del 2004 distribuito dalla Warner Chappell Music Italiana.
Nel 2006, dopo un temporaneo ritiro dalla scena musicale italiana, Charles Burgi incontra i Modà e Kikko Palmosi tramite il produttore e fonico Matteo Cifelli. Nasce subito un rapporto artistico entusiasmante con Kekko Silvestre che dà poi i suoi frutti con arrangiamenti per orchestra d'archi nell'album allora in lavorazione Quello che non ti ho detto,  in particolare nel brano di punta Quello che non ti ho detto (Scusami) e in quello più meditativo dal titolo Spirito libero oltre ad altri cinque brani dalle forti connotazioni orchestrali. L'esperienza coinvolge di nuovo la SIF 309 bulgara di Sofia con Charles Burgi sul podio e Matteo Cifelli alla console.
Seguono sparute collaborazioni con artisti italiani poco noti mentre si intensificano viaggi di varia natura negli gli Stati Uniti dove, forte del suo curriculum di studi e della sua esperienza lavorativa, Charles Burgi tiene alcune master-class presso alcune università oltre che ad esibirsi come pianista in occasioni private o "House Concerts" appositamente organizzate.
Nel frattempo in Italia nasce con l'artista, compositore e cantautore Alessio Longoni un rapporto artistico positivo e propositivo privilegiato. Charles Burgi cura per l'artista una produzione artistica esclusivamente basato sull'orchestra d'archi.
Nel 2010 e 2011 Kekko Silvestre e i Modà raggiungono un successo commerciale e di pubblico senza precedenti in Italia negli ultimi decenni. Dopo sei anni dalle prime collaborazioni l'autore compositore e frontman dei Modà chiede a Charles Burgi di mettere in piedi una performance all'Arena di Verona compresa di Coro e Orchestra per il prossimo settembre 2012 a coronamento del successo dell'album Viva i romantici che ha totalizzato 450.0000 copie vendute, decine di milioni di visualizzazione sul web, otto brani di successo con tanto di certificazioni e riconoscimenti nazionali ed europei (Mtv TRL Awards, 4 volte Wind Music Awards, Best Italian Act agli MTV Europe Music Awards) solo nel corso del 2011. I biglietti per l'evento all'Arena di Verona sono stati venduti in meno di cinque giorni nel giugno 2012. Il concerto con 12.000 spettatori di tutte le età viene ritrasmesso da RTL 102,5, Radio Italia, Video Italia e RDS via satellite in Italia e nel mondo.
In questa occasione la grande orchestra sinfonica de i Pomeriggi Musicali consta di 90 elementi ai quali si aggiungono i 60 elementi del Coro di Verona; l'organico orchestrale e vocale farà da supporto dinamico e da contrappunto al sound, alle chitarre, alla ritmica e alla voce dei Modà Kekko Silvestre. L'evento non è soltanto un successo di pubblico e di audience televisiva nella prestigiosa cornice dell'Arena di Verona ma è anche un successo di qualità per arrangiamenti e orchestrazioni. Di questo evento esce il DVD pubblicato dal label Ultrasuoni nel febbraio 2013. Il live del Concerto è a tutt'oggi rintracciabile su YouTube divulgato dal canale della stessa RTL 102.5.
Sulla scia di questo concerto, Charles Burgi collabora agli arrangiamenti per archi insieme a Kekko Silvestre e Kikko Palmosi su otto brani di Gioia (album) il nuovo album dei Modà in cantiere. Viene di nuovo coinvolta l'orchestra d'archi della SIF 309 di Sofia al Radio-Sofia Studio con Charles Burgi sul podio e Marco Streccioni della Sud-Ovest Records di Roma alla console.
L'album Gioia (album) esce durante il 63º Festival di Sanremo dove la partecipazione dei Modà col brano Se si potesse non morire raggiunge il terzo posto.

## Attività artistica
Nonostante gli studi di Musica nel contesto classico svolti presso il Conservatorio Giuseppe Verdi di Milano, la passione per la pop music e la produzione artistica indirizza naturalmente Charles Burgi verso l'attività di arrangiatore e direttore d'orchestra nel ventennio tra il 1993 e il 2013.
Ultimamente il maestro è portato alla ribalta il 16 settembre 2012 con il famoso Concerto dei Modà sul podio dell'Arena di Verona. Sugli arrangiamenti originali di Kekko Silvestre e Kikko Palmosi, Charles Burgi arrangia e compone, cura l'orchestrazione sinfonica e dirige il grande organico orchestrale di 90 elementi de i Pomeriggi Musicali di Milano e di 60 elementi del Coro di Verona. L'evento che ha un grande richiamo di pubblico composto da 12.000 spettatori di tutte le età viene trasmesso da RTL 102.5, Radio Italia, Video Italia e RDS via satellite raggiungendo milioni di telespettatori nel mondo. Nel febbraio 2013 la Ultrasuoni-Edizioni Musicali pubblica ufficialmente il DVD del concerto.
Alcune settimane dopo il concerto di Verona, Charles Burgi collabora nuovamente con Kekko Silvestre e Kikko Palmosi agli arrangiamenti per archi coinvolgendo ancora una volta gli archi della SIF 309 su altri otto brani del nuovo album intitolato Gioia pubblicato nel febbraio 2013 in contemporanea col DVD del 16 settembre 2012. L'album è già doppio disco di platino dopo poche settimane.
Le prime collaborazioni coi Modà risalgono tuttavia al 2006 coll'album Quello che non ti ho detto dove Charles Burgi arrangia con Kikko Palmosi, orchestra e dirige l'orchestra d'archi della SIF 309 di Sofia su otto titoli tra cui Quello che non ti ho detto (Scusami), Ti sento parte di me, Mia e Inverno a Primavera.
Esaurita la nuova parentesi coi Modà, Charles Burgi collabora con i produttori Matteo Cifelli e Lorenzo Ferretti al FasterMaster Studio di Londra per l'artista e cantautrice Annalisa nel brano Pirati pubblicato dalla Warner Music Italy come singolo della versione DVD, Blu-ray, Blu-ray 3D e Digital HDTM del film L'era glaciale 4 - Continenti alla deriva.
In precedenza tra piccole produzioni e collaborazioni varie, Charles Burgi produce e co-produce l'artista Silvia Viscardini in arte NAIR per l'Ala Bianca, record label di Modena, curando per l'album Sunrise (2003-2004) gli arrangiamenti, le orchestrazioni, le programmazioni audio/MIDI e la direzione d'orchestra di brani celebri composti dal compositore britannico Andrew Lloyd Webber dove tra questi troviamo Don't cry for me Argentina tratto dal musical Evita, Memory estratto da Cats, Think of me da The Phantom of the Opera, oltre al Take my heart adattamento di un'aria estratta da In a Persian market di Ketelbey. Le parti d'orchestra sono registrate in Bulgaria con le sezioni d'orchestra della SIF 309. Queste realizzazioni valsero al maestro oltre che all'artista NAIR un apprezzamento ufficiale da parte di Jim Bessman allora Music Publishing Editor di Billboard USA. L'album Sunrise è distribuito in Asia dalla Victor Entertainment e in Italia dalla Warner Chappell Music Italiana.
Oltre alle numerose collaborazioni nel settore pop, tra queste ricordiamo la PSP/CGD/EastWest per Ornella Vanoni prodotta da Mario Lavezzi, la Musica Solare con 17 albums della collana Ballo Globale per l'Orchestra Casadei, la Sunrise Records per Luca Dirisio (Warner Chappell Music Italiana), Roberto Angelini e Daniele Stefani (Sony Music Italia), la Polygram Edizioni per composizioni di Enrico Riccardi, la WEA per produzioni di Oscar Prudente e molti altri, Charles Burgi collabora da arrangiatore, programmatore e pianista all'album Hai! Hai! Hai! (1996) di Oliviero Malaspina più volte vincitore del Premio Città di Recanati e poi Targa Tenco 2002 cui produzione artistica è targata Michele Ascolese per la Peer Southern Productions. Scrive e dirige inoltre gli arrangiamenti per quartetto d'archi di alcuni brani di questo album distribuito dalla CNY/LA Frontiera.
Charles Burgi partecipa dal 1995 al 2001 a produzioni di colonne sonore per il cinema come produttore artistico, arrangiatore, pianista e collaboratore. Tra queste citiamo una serie di produzioni per il film Tre mogli di Marco Risi prodotto dalla Sorpasso Film/RAI Cinema/Star Edizioni Cinematografiche/Media Park/Delta Producciones, oltre che per il film Va dove ti porta il cuore di Cristina Comencini ed il relativo album prodotto dalla Panarecord distribuito dalla BMG Ricordi Spa, ma anche collaborazioni per Altri uomini di Claudio Bonivento su musiche di Gianni Coscia e Fred Ferrari, per sei episodi di Noi siamo angeli con Bud Spencer di Ruggero Deodato su musiche di Enrico Riccardi prodotto da Minerva Pictures Group S.P.A./RAI Italia/RTL Television (Germania) e M6 (Francia), ed altre collaborazioni non accreditate per un episodio della seconda stagione di Detective Extralarge prodotto da Minerva Pictures Group SPA, Uomini sull'orlo di una crisi di nervi prodotto dalla Medusa Home Entertainment, e Lešť per la regia di Giulio Base prodotto dalla Claudio Bonivento Productions. Produce anche alcune musiche di scena tra cui Buon Natale signor Nino di Renato Converso.